# Norgesmesterskapet 1954
La Norgesmesterskapet 1954 di calcio fu la 49ª edizione del torneo. La squadra vincitrice fu lo Skeid, che vinse la finale contro il Fredrikstad con il punteggio di 3-0.

## Risultati

### Terzo turno
| Squadra 1       | Risultato      | Squadra 2        |
| --------------- | -------------- | ---------------- |
| Sarpsborg       | 5 – 0          | Herkules         |
| Moss            | 3 – 1          | Fram Larvik      |
| Frigg           | 2 – 1          | Odd              |
| Skeid           | 3 – 0          | Molde            |
| Lillestrøm      | 4 – 1          | Aurskog          |
| Kapp            | 2 – 1          | Ranheim          |
| Geithus         | 1 - 2          | Sparta Sarpsborg |
| Larvik Turn     | 8 – 4          | Greåker          |
| Pors            | 2 – 1 (d.t.s.) | Asker            |
| Bryne           | 2 - 4          | Lyn Oslo         |
| Stavanger       | 1 - 3          | Fredrikstad      |
| Viking          | 3 – 2          | Start            |
| Varegg          | 0 - 3          | Strømmen         |
| Kristiansund FK | 2 – 1          | Kvik             |
| Freidig         | 3 – 1          | Aalesund         |
| Baune           | 1 - 4          | Brann            |

### Quarto turno
| Squadra 1        | Risultato      | Squadra 2       |
| ---------------- | -------------- | --------------- |
| Sparta Sarpsborg | 2 – 1          | Moss            |
| Fredrikstad      | 4 – 2          | Kvik            |
| Lyn Oslo         | 1 - 3          | Viking          |
| Frigg            | 2 - 2 (d.t.s.) | Sarpsborg       |
| Strømmen         | 3 – 2 (d.t.s.) | Brann           |
| Kapp             | 2 - 5          | Lillestrøm      |
| Larvik Turn      | 7 – 0          | Kristiansund FK |
| Pors             | 1 - 5          | Skeid           |

#### Ripetizione
| Squadra 1 | Risultato | Squadra 2 |
| --------- | --------- | --------- |
| Sarpsborg | 3 – 0     | Frigg     |

### Quarti di finale
| Squadra 1   | Risultato | Squadra 2        |
| ----------- | --------- | ---------------- |
| Skeid       | 1 – 0     | Lillestrøm       |
| Viking      | 0 - 1     | Larvik Turn      |
| Fredrikstad | 4 – 3     | Strømmen         |
| Sarpsborg   | 2 – 1     | Sparta Sarpsborg |

### Semifinali
| Squadra 1   | Risultato      | Squadra 2 |
| ----------- | -------------- | --------- |
| Fredrikstad | 3 – 0          | Sarpsborg |
| Larvik Turn | 2 - 2 (d.t.s.) | Skeid     |

#### Ripetizione
| Squadra 1 | Risultato | Squadra 2   |
| --------- | --------- | ----------- |
| Skeid     | 3 – 2     | Larvik Turn |

### Finale
| Arbitro: | Bråthen |

|                                     |           |  |
| Hennum 53’ Nordahl 71’ Johansen 86’ | Marcatori |  |

#### Formazioni
| Skeid |  |                    |
|       |  |                    |
|       |  | Øivind Johannessen |
|       |  | Arne Winther       |
|       |  | Knut Gudem         |
|       |  | Jan Gulbrandsen    |
|       |  | Leif Belgen        |
|       |  | Finn Gundersen     |
|       |  | Arvid Halvorsen    |
|       |  | Hans Nordahl       |
|       |  | Harald Hennum      |
|       |  | Bernhard Johansen  |
|       |  | Sverre Olsen       |

| Fredrikstad |  |                    |
|             |  |                    |
|             |  | Per Mosgaard       |
|             |  | Kjell Jacobsen     |
|             |  | Åge Spydevold      |
|             |  | Reidar Kristiansen |
|             |  | Erik Holmberg      |
|             |  | Leif Pedersen      |
|             |  | Tore Nilsen        |
|             |  | Arne Pedersen      |
|             |  | Odd Aas            |
|             |  | Henry Johannessen  |
|             |  | Willy Olsen        |